# Lepeostegeres gemmiflorus
Lepeostegeres gemmiflorus är en tvåhjärtbladig växtart som först beskrevs av Bi., och fick sitt nu gällande namn av Carl Ludwig von Blume. Lepeostegeres gemmiflorus ingår i släktet Lepeostegeres och familjen Loranthaceae. Inga underarter finns listade i Catalogue of Life.